# Maisonneuve en direct
Pour les articles homonymes, voir Maisonneuve.
Maisonneuve en direct est une émission de radio de Radio-Canada, une société d'état, animée par Pierre Maisonneuve, réalisée par Lucie Benoit et diffusée sur ICI Radio-Canada Première sur l'heure du midi. Pendant 9 ans, soit de 2003 à 2012, elle permet aux canadiens francophones d'exprimer leurs opinions sur des enjeux de société d'ici et d'ailleurs.

## Dernière émission
De nombreuses personnalités canadiennes, dont Isabelle Boulay, Pierre Brassard, Jean Charest, Michel Cormier, Bernard Drainville, Gilles Duceppe, Simon Durivage, René Homier-Roy, Amir Khadir, Bernard Landry, Joël Le Bigot, François Legault, Pauline Marois, Charles Tisseyre, Jean-Claude Turcotte, Gilles Vigneault, lui rendent hommage lors de sa dernière émission du 1er juin 2012.

## Fin des tribunes téléphoniques du midi à la société d'état
La fin de l'émission coïncide avec le départ à la retraite du journaliste Pierre Maisonneuve et un changement de mutation de la chaîne d'état de Radio-Canada. Depuis la fin des années 1960, de nombreux animateurs se sont succédé dans l’animation d'une  tribune téléphonique, dont André Payette, Réginald Martel et Robert Desbiens. En raison de compressions budgétaires et de l'avénement des réseaux sociaux comme outils d'expression, une nouvelle émission d'actualité nationale, Midi info, animée par le journaliste Michel C. Auger, remplace Maisonneuve en direct, marquant ainsi la fin des tribunes téléphoniques du midi à la société d'état.